# Droga wojewódzka 730
Die Droga wojewódzka 730 (DW 730) ist eine 45 Kilometer lange Droga wojewódzka (Woiwodschaftsstraße) in der polnischen Woiwodschaft Masowien, die Skurów mit Głowaczów verbindet. Die Strecke liegt im Powiat Grójecki und im Powiat Kozienicki.

## Streckenverlauf
Woiwodschaft Masowien, Powiat Grójecki
-  Skurów (S 7)
- Pabierowice
- Czachów
- Jasieniec
- Wola Boglewska
- Ryszki
- Rytomoczydła
- Nowa Wieś
- Laski
-  Warka (DW 731, DW 736)

Woiwodschaft Masowien, Powiat Kozienicki
- Czerwonka
- Wyborów
- Grabów nad Pilicą
- Nowa Wola
- Moniochy
-  Głowaczów (DK 48)